# الطريق إلى الشمس
الطريق إلى الشمس مسرحية غنائية استعراضية سورية من نص وأشعار كفاح الخوص، عرضت في دمشق سنة 2015 من 5 إلى 7 أيار على على مسرح القاعة الرئيسية لدار الاوبرا السورية.

## قصة العمل
تدور أحداث المسرحية حول نضال وبطولات الشعب السوري في مرحلة الاحتلال العثماني مرورا بالاحتلال الفرنسي وقيام الثورات السورية ضد المحتل في كل الأراضي السورية واللبنانية، والتي توجت بالثورة السورية الكبرى بقيادة سلطان باشا الاطرش.
وتصل أحداث المسرحية إلى ما تمر به الأرض العربية عامة وسورية خاصة من وقائع متواترة وصولا إلى واقعنا الحالي.

## الإنتاج
- وزارة الثقافة
- وزارة الإعلام
- الهيئة العامة لدار الأسد للثقافة والفنون
- مؤسسة ميثا للإنتاج الفني

## فريق الإخراج
- رؤية وإخراج: ممدوح الأطرش
- المخرج المساعد: كفاح الخوص، عروة العربي
- مساعد مخرج: وئام الخوص، رواد زهر الدين، عمر العبد لله، سليم درويش

## الممثلون
- نورا رحال، بدور ميثا
- كفاح الخوص، بدور الراوي
- وسيم قزق، بدور الوالي وغورو
- ميس حرب، بدور زهرة
- حسين عطفة، بدور أسعد
- عباس الحاوي، بدور قائد العسكر
- فيصل الراشد، بدور ذوقان الأطرش
- شادي كيوان، بدور عبدو أفندي وبالي أفندي
- إياد عيسى، بدور يوسف العظمة
- سليم درويش، بدور رجل الدين
- الطفل ريان شامية

## أسرة العمل
- التأليف الموسيقي: طاهر ماملي
- التوزيع الموسيقي: أنس نقشي
- الاشراف الموسيقي: حنان سارة
- الكريوغراف: معتز ملاطيه لي
- السينوغراف: نزار بلال
- الأزياء: مارال ديراكيليان
- الإضاءة: ريم محمد
- الصوت: نضال قسطون
- المكياج والشعر: هنادة الأبرش
- الإسقاط الضوئي: يزن السيد
- التصوير الفوتوغرافي: غياث حبوب
- إدارة الإنتاج: مزنه الأطرش

## رقص وغناء
- فرقة الرقص التعبيري، بإدارة مها الأطرش
- الفرقة الموسيقية، بقيادة المايسترو باسل صالح
- فرقة بير كومانيا، بقيادة سيمون مريش
- فرقة كورال فضاء الحكاية، بقيادة عمر العبد لله

## آراء نقدية

### موقع cnbcarabia
<<حينما تأبي الشمس إلا أن تُبعثر بإشراقتها سحابات الظلام، ويهزم عشق الحياة كل ألوان الموت، تقف دار الأوبرا في دمشق متألقةً ونافضةً غبار كل الظروف الصعبة التي تعيشها البلاد منذ سنوات.
قدمت مجموعة من الفنانين والممثلين السوريين عرضاً دامجاً بين عدة فنون كان في مقدمتها الغناء والرقص والتمثيل، وصولاً إلى ما يشبه بانوراما تاريخية من حياة ونضال وبطولات البلاد.
إذن هو طريقٌ إلى الشمس كاسمه تماماً، يشع بالأمل، بالبطولة، بالحب، وبكل ألوان النقاء الإنساني الذي يُبعثر بوجوده كل ألوان القُبح والظلام، إذ لا بد للسحب والغمامات مهما تراكمت من أن تنقشع، ولن يليق بدمشق إلا الحياة.>>

### موقع دمشق الآن
<<(الطريق إلى الشمس) استعراض يسقط في فخ البهرجة والميزانيات الضخمة>> 

## وصلات خارجية
- العرض على يوتيوب قناة سورية دراما
- المؤتمر الصحفي لفريق العمل سانا